# شرف‌الدین محمد بن مسعود مسعودی
شرف الدین محمد بن مسعود ابن المسعودی مروزی بخاری حنفی، حکیم، منجم و متفکر قرن ششم قمری (زاده دهه نخست و درگذشته دو دهه پایانی قرن ششم قمری) است.  
ظاهراً محمد بن مسعود مسعودی، نویسنده کتاب زاده مرو، اهل بخارا و حنفی مذهب بوده است. وی کتابی بنام الکفایة فی علم الهیئة به عربی درباره دانش هیأت یا نجوم کروی داشته که خود آنرا بفارسی ترجمه کرده و جهان دانش نامیده است. وی حدود یازده کتاب را تالیف کرده که بیشتر در نجوم، فلسفه و ریاضیات است.
فخر رازی با او دیدار و مناظراتی داشته است. 
رضی‌الدین نیشابوری از شاگردان اوست.